# Martin Vokroj
Martin Vokroj (* 18. března 1961 Písek) je český hudebník, skladatel, básník, zpěvák, klávesista a programátor. Spolu s textařem Milanem Princem a bubeníkem Zdeňkem Kroupou založil v Písku v roce 1980 jihočeskou art-rockovou skupinu Primátor Dittrich. V roce 1985 zvažoval nabídku stát se klávesistou Blue Effectu.

## Primátor Dittrich
Skupina založená v květnu 1980 se v první polovině devadesátých let se rozešla, odešel také zakladatel, klávesista, zpěvák a téměř výhradní autor Martin Vokroj. Skupina poté vystupovala s přestávkami (na padesátinách Milana Prince, při třicátém výročí společně na koncertu s Leškem Semelkou v roce 2010). Následovaly společné koncerty s Boulí, Romanem Dragounem, His Angels a předskakování s brněnskými Progres 2. K definitivnímu ustálení kapely došlo na podzim 2011 s příchodem kytaristy Míry Nováčka, návratem Martina Vokroje a nakonec i původního zpěváka Ládi Cibuly. Svého prvního studiového alba "Křídla" se kapela dočkala až v roce 2015. Čekání se vyplatilo a tak na albu uslyšíte legendu českého rocku, Leška Semelku, či basistu Filipa Benešovského, nebo houslistku Lucii Priester.

## Texty
- většina skladeb skupiny Primátor Dittrich
- 2015 Milan Princ: album Smrti má za účasti zajímavých hudebníků a interpretů (mimo jiné Martin Vokroj: Nevěřím II, spolupráce také na první desce Tabula rasa)[4]